# ماكاساريون
ماكاساريون (بالإنجليزية: Makassar people)‏ وهُم مجموعة عرقية تقطن شبه جزيرة سيلاويزي في إندونيسيا في محافظة سولاوسي الجنوبية وهم يعيشون في ضواحي مدينة ماكاسار عاصمة المُحافظة، يتكلم الماكاساريون باللغة الماكاسارية ويدين أغلبهم بالإسلام وعددهم حالياً بين 2 إلى 3 ملايين نسمة في العالم.